# NW Большой Медведицы
NW Большой Медведицы (лат. NW Ursae Majoris) — одиночная переменная звезда в созвездии Большой Медведицы на расстоянии (вычисленном из значения параллакса) приблизительно 62363 световых лет (около 19120 парсеков) от Солнца. Видимая звёздная величина звезды — от +15,5m до +14,7m.

## Характеристики
NW Большой Медведицы — пульсирующая переменная звезда типа RR Лиры (RRAB:).